# Anubis methneri
Anubis methneri är en skalbaggsart som beskrevs av Schmidt 1922. Anubis methneri ingår i släktet Anubis och familjen långhorningar. Inga underarter finns listade i Catalogue of Life.